# Vertigo Tour
A "Vertigo Tour" vagy "Vertigo turné" az ír U2 együttes 2005-ben és 2006-ban lezajlott világkörüli koncertkörútja volt. A turnéval a 2004-es How to Dismantle an Atomic Bomb című albumukat népszerűsítették. A turné két részből tevődött össze: fedett arénás Észak-amerikai, és nyitott stadionokban zajló fellépésekre, amelyek a világ bármely más részén voltak.

A fedett arénás koncertek leginkább az Elevation turnéra emlékeztetőek, míg a stadionbeli koncerteknél a színpad extravagánsabb külsőt öltött, hatalmas képernyővel és két B-színpaddal.

A turné teljes (131 koncert) bevétele csaknem 389 millió dollár volt, minden idők második legsikeresebb turnéja csaknem 4 619 021 jegy eladásával, melyet csak a Rolling Stones együttes A Bigger Bang turnéja tudott felülmúlni.

## A koncertek

### Első szakasz: Észak-Amerika–28 koncert és 1 próba
2005. március 26. – Los Angeles, CA, USA, Sports Arena (főpróba)

2005. március 28. – San Diego, CA, USA, Sports Arena

2005. március 30. – San Diego, CA, USA, Sports Arena

2005. április 1. – Anaheim, CA, USA, Arrowhead Pond

2005. április 2. – Anaheim, CA, USA, Arrowhead Pond

2005. április 5. – Los Angeles, CA, USA, Staples Center

2005. április 6. – Los Angeles, CA, USA, Staples Center

2005. április 9. – San Jose, CA, USA, HP Pavillon

2005. április 10. – San José, CA, USA, HP Pavillon

2005. április 14. – Glendale, AZ, USA, Glendale Arena

2005. április 15. – Glendale, AZ, USA, Glendale Arena

2005. április 20. – Denver, CO, USA, Pepsi Arena

2005. április 21. – Denver, CO, USA, Pepsi Arena

2005. április 24. – Seattle, WA, USA, Key Arena

2005. április 25. – Seattle, WA, USA, Key Arena

2005. április 28. – Vancouver, Kanada, GM Place

2005. április 29. – Vancouver, Kanada, GM Place

2005. május 7. – Chicago, IL, USA, United Center

2005. május 9. – Chicago, IL, USA, United Center

2005. május 10. – Chicago, IL, USA, United Center

2005. május 12. – Chicago, IL, USA, United Center

2005. május 14. – Philadelphia, PA, USA, Wachovia Center

2005. május 17. – East Rutherford, NJ, USA, Continental Arlines Arena

2005. május 18. – East Rutherford, NJ, USA, Continental Airlines Arena

2005. május 21. – New York, NY, USA, Madison Square Garden

2005. május 22. – Philadelphia, PA, USA, Wachovia Center

2005. május 24. – Boston, MA, USA, Fleet Center

2005. május 26. – Boston, MA, USA, Fleet Center

2005. május 28. – Boston, MA, USA, Fleet Center

### Második szakasz: Európa–33 koncert
2005. június 10. – Brüsszel, Belgium, Koning Boudewijn Stadion

2005. június 12. – Gelsenkirchen, Németország, Arena AufSchalke

2005. június 14. – Manchester, Anglia, City Of Manchester Stadium

2005. június 15. – Manchester, Anglia, City Of Manchester Stadium

2005. június 18. – London, Anglia, Twickenham Stadium

2005. június 19. – London, Anglia, Twickenham Stadium

2005. június 21. – Glasgow, Skócia, Hampden Park

2005. június 24. – Dublin, Írország, Croke Park

2005. június 25. – Dublin, Írország, Croke Park

2005. június 27. – Dublin, Írország, Croke Park

2005. június 29. – Cardiff, Wales, Millennium Stadium

2005. július 2. – Bécs, Ausztria, Ernst Happel Stadion

2005. július 4. – Brno, Csehország, Outdoor Exhibition Centre

2005. július 5. – Chorzów, Lengyelország, Slaski Stadion

2005. július 9. – Párizs, Franciaország, Stade de France

2005. július 10. – Párizs, Franciaország, Stade de France

2005. július 13. – Amszterdam, Hollandia, Amstersam ArenA

2005. július 15. – Amszterdam, Hollandia, Amsterdam ArenA

2005. július 16. – Amszterdam, Hollandia, Amsterdam ArenA

2005. július 18. – Zürich, Svájc, Letzigrund Stadion

2005. július 20. – Milánó, Olaszország, San Siro

2005. július 21. – Milánó, Olaszország, San Siro

2005. július 23. – Róma, Olaszország, Stadio Olimpico

2005. július 27. – Oslo, Norvégia, Valle Hovin Stadion

2005. július 29. – Göteborg, Svédország, Ullevi Stadion

2005. július 31. – Koppenhága, Dánia, Parken Stadion

2005. augusztus 3. – München, Németország, Olympiastadion

2005. augusztus 5. – Nizza, Franciaország, Parc des Sports Charles Ehrmann

2005. augusztus 7. – Barcelona, Spanyolország, Camp Nou

2005. augusztus 9. – San Sebastian, Spanyolország, Estadio Anoeta

2005. augusztus 11. – Madrid, Spanyolország, Estadio Vincente Calderon

2005. augusztus 14. – Lisszabon, Portugália, Estadio José Alvalade

### Harmadik szakasz: Észak-Amerika–50 koncert

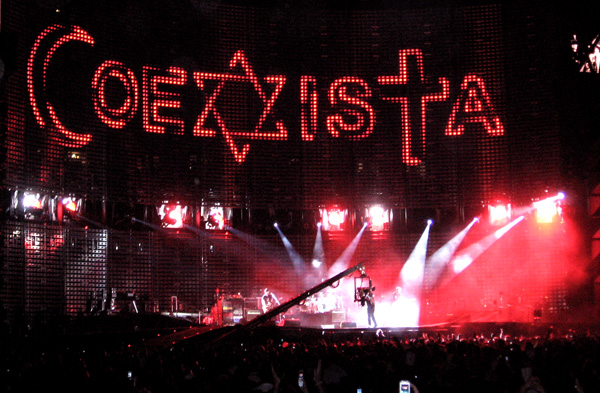
U2 előadása Mexikóvárosban, a képernyőn a turné egyik védjegye, a "Coexist", vagyis "együttélés", mely a három egyistenhit közeledését sürgeti.

2005. szeptember 12. – Toronto, Kanada, Air Canada Centre

2005. szeptember 14. – Toronto, Kanada, Air Canada Centre

2005. szeptember 16. – Toronto, Kanada, Air Canada Centre

2005. szeptember 17. – Toronto, Kanada, Air Canada Centre

2005. szeptember 20. – Chicago, IL, USA, United Center

2005. szeptember 21. – Chicago, IL, USA, United Center

2005. szeptember 23. – Minneapolis, MN, USA, Targer Center

2005. szeptember 25. – Milwaukee, WI, USA, Bradley Center

2005. október 3. – Boston, MA, USA, Fleet Center

2005. október 4. – Boston, MA, USA, Fleet Center

2005. október 7. – New York, NY, USA, Madison Square Garden

2005. október 8. – New York, NY, USA, Madison Square Garden

2005. október 10. – New York, NY, USA, Madison Square Garden

2005. október 11. – New York, NY, USA, Madison Square Garden

2005. október 14. – New York, NY, USA, Madison Square Garden

2005. október 16. – Philadelphia, PA, USA, Wachovia Center

2005. október 17. – Philadelphia, PA, USA, Wachovia Center

2005. október 19. – Washington, DC, USA, MCI Center

2005. október 20. – Washington, D.C., USA, MCI Center

2005. október 22. – Pittsburgh, PA, USA, Mellon Arena

2005. október 24. – Auburn Hills, MI, USA, Palace Of Auburn Hills

2005. október 25. – Auburn Hills, MI, USA, Palace Of Auburn Hills

2005. október 28. – Houston, TX, USA, Toyota Center

2005. október 29. – Dallas, TX, USA, American Airlines Arena

2005. november 1. – Los Angeles, CA, USA, Staples Center

2005. november 2. – Los Angeles, CA, USA, Staples Center

2005. november 4. – Las Vegas, NV, USA, MGM Grand Garden Arena

2005. november 5. – Las Vegas, NV, USA, MGM Grand Garden Arena

2005. november 8. – Oakland, CA, USA, Oakland Arena

2005. november 9. – Oakland, CA, USA, Oakland Arena

2005. november 13. – Miami, FL, USA, American Airlines Arena

2005. november 14. – Miami, FL, USA, American Airlines Arena

2005. november 16. – Tampa, FL, USA, St. Pete Times Forum

2005. november 18. – Atlanta, GA, USA, Philips Arena

2005. november 19. – Atlanta, GA, USA, Philips Arena

2005. november 21. – New York, NY, USA, Madison Square Garden

2005. november 22. – New York, NY, USA, Madison Square Garden

2005. november 25. – Ottawa, Kanada, Corel Centre

2005. november 26. – Montréal, Kanada, Bell Centre

2005. november 28. – Montréal, Kanada, Bell Centre

2005. december 4. – Boston, MA, USA, Fleet Centre

2005. december 5. – Boston, MA, USA, Fleet Centre

2005. december 7. – Hartford, CT, USA, Civic Center

2005. december 9. – Buffalo, NY, USA, HSBC Arena

2005. december 10. – Cleveland, OH, USA, Gund Arena

2005. december 12. – Charlotte, NC, USA, New Charlotte Arena

2005. december 14. – St. Louis, MO, USA, Savvis Center

2005. december 15. – Omaha, NE, USA, Qwest Center

2005. december 17. – Salt Lake City, UT, USA, Delta Center

2005. december 19. – Portland, OR, USA, Rose Garden

### Negyedik szakasz: Dél-Amerika–8 koncert
2006. február 12. – Monterrey, Mexikó, Estadio Tecnológico

2006. február 15. – Mexikóváros, Mexikó, Estadio Azteca

2006. február 16. – Mexikóváros, Mexikó, Azteca Stadion

2006. február 20. – Sao Paulo, Brazília, Morumbi

2006. február 21. – Sao Paulo, Brazílis, Morumbi

2006. február 26. – Santiago, Chile, Estadio Nacional

2006. március 1. – Buenos Aires, Argentína, River Plate Stadion

2006. március 2. – Buenos Aires, Argentína, River Plate Stadion

### Ötödik szakasz: Óceánia és Távol-Kelet–13 koncert
2006. november 7. – Brisbane, Ausztrália, Queensland Sports And Athletics Centre

2006. november 10. – Sydney, Ausztrália, Telstra Stadium

2006. november 11. – Sydney, Ausztrália, Telstra Stadium

2006. november 13. – Sydney, Ausztrália, Telstra Stadium

2006. november 16. – Adelaide, Ausztrália, AAMI Stadium

2006. november 18. – Melbourne, Ausztrália, Telstra Dome

2006. november 19. – Melbourne, Ausztrália, Telstra Dome

2006. november 24. – Auckland, Új-Zéland, Mt. Smart Stadium

2006. november 25. – Auckland, Új-Zéland, Mt. Smart Stadium

2006. november 29. – Szaitama, Japán, Saitama Super Arena

2006. november 30. – Szaitama, Japán, Saitama Super Arena

2006. december 4. – Szaitama, Japán, Saitama Super Arena

2006. december 9. – Honolulu, HI, USA, Aloha Stadium

## Az imázs és a színpad

### Észak Amerika, zárt arénák
Az Észak Amerikában adott koncertek sportarénákban zajlottak le, ahol a színpad erősen hasonlított az Elevation turnén használt színpadhoz. A Vertigo turné színpadát is Willie Williams tervezte (Mark Fisherrel karöltve). A színpad kör alakú volt, amelyet körbevett egy sokkal nagyobb kör alakú ellipszis, amely befogta a közönség kisebb részét is. A fénytechnikát több, a plafonról leereszkedő LED-függönnyel oldották meg, valamint a színpadon is körbefutottak koncentrikus körök, amelyek a How to Dismantle an Atomic Bomb album védjegye, fekete és vörös színben.

### Európa és a világ többi része, stadionok

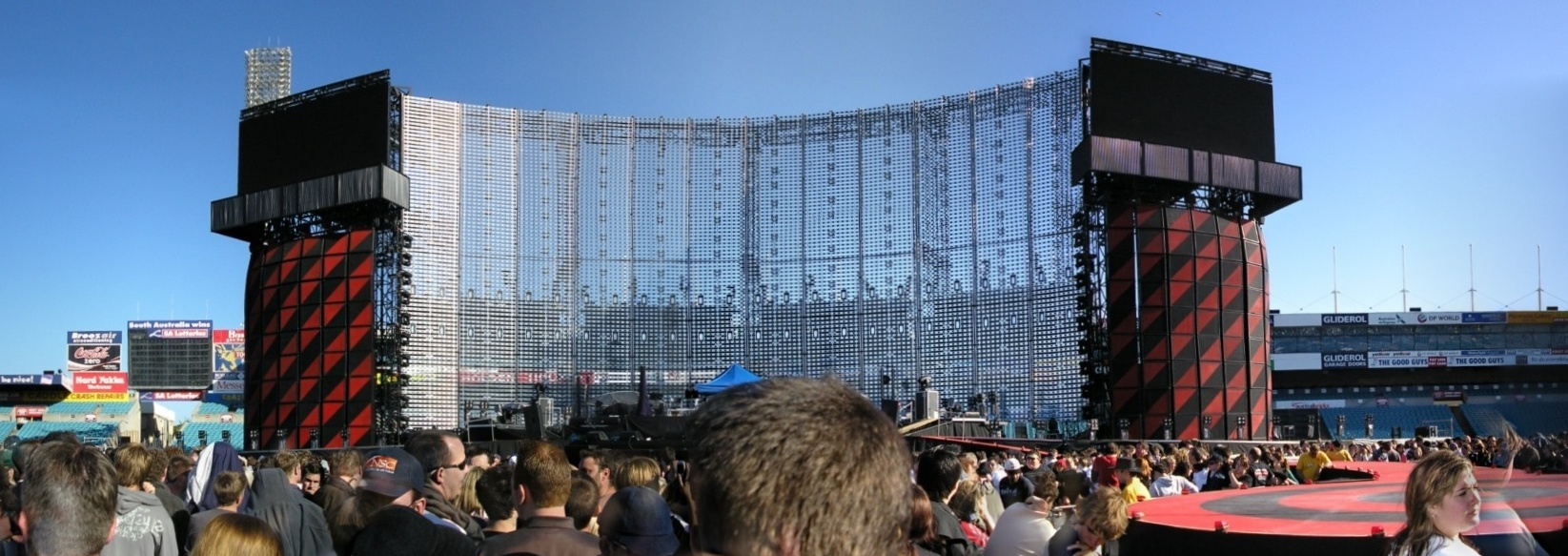
Egy stadionkoncert előtt, Adelaide, Ausztrália.

A nyílt területen rendezett koncertek színpada, ötvözte az Észak-amerikai Vertigo és a PopMART turné jegyeit.

A színpad kör alakú maradt, ám a két oldalán hatalmas tornyok épültek, melyek az erősítőket tartották. A közönséget azonban nem vette körbe semmi, hanem két, vörös színű nyúlvány nyúlt be a küzdőtérre, amelyek fekete-vörös koncentrikus körökből álló B-színpadban végződtek. A háttérben hatalmas képernyő volt.

## A koncert
Az előadott számok listája, ugyanúgy, mint az előző turnénál, gyakran változott, az első, harmadik, negyedik és ötödik szakaszban a koncertek a "City Of Blinding Lights" című dallal kezdődött, bár ezt az első szakaszban gyakran lecserélték a "Love And Peace Or Else"-re. Ezt követte az akkori sláger, a "Vertigo", majd az előző siker, az "Elevation". Egyes koncerteken kétszer is eljátszották a "Vertigo"-t, ezzel emlékezve meg a U2 korai éveire, amikor ezt gyakran megcsinálták a kevés koncerteken játszott dalok miatt. A Boy című albumukról is sok dalt játszottak, legtöbbet az "I Will Follow", "The Electric Co.", és az "Out Of Control" című dalokat, de eljátszottak olyan dalokat is, mint a "The Ocean" és a "Stories For Boys" (a "Vertigo"-ba keverve), amelyeket a '80-as évek óta nem játszottak.

Európában a koncertek a "Vertigo"val kezdődtek és azzal is záródtak. Nagy változás nem volt a többi szakaszhoz képest, kivéve annyi, hogy a kezdés után általában nem az "Elevation", hanem az "I Will Follow" és a "The Electric Co." következett.

Dél-Amerikában a "City Of Blinding Lights" lett újra a kezdő dal, valamint újabb dalokat adtak hozzá a koncerthez, mint az "Until The End Of The World". Itt a koncerteket javarészt az "All I Want Is You" című dal zárta. Ausztráliában sokkal több dalt adtak elő az All That You Can't Leave Behind című albumról, mivel azzal a turnéval nem jutottak el oda.

### Példa koncertek

#### Első szakasz: 2005. május 9. Chicago
01. City Of Blinding Lights

02. Vertigo

03. Elevation

04. Cry / Electric Co.

05. An Cat Dubh / Into The Heart

06. Beautiful Day

07. New Year's Day

08. Miracle Drug

09. Sometimes You Can't Make It On Your Own

10. Love And Peace Or Else

11. Sunday Bloody Sunday

12. Bullet The Blue Sky

13. Running To Stand Still

14. Pride (In The Name Of Love)

15. Where The Streets Have No Name

16. One

Szünet

17. Zoo Station

18. The Fly

19. Mysterious Ways

Szünet

20. All Because Of You

21. Yahweh

22. Party Girl

23. 40

#### Második szakasz: 2005. június 18. London
01. Vertigo

02. I Will Follow

03. The Electric Co.

04. Elevation

05. New Year's Day

06. Beautiful Day

07. I Still Haven't Found What I'm Looking For

08. All I Want Is You

09. City Of Blinding Lights

10. Miracle Drug

11. Sometimes You Can't Make It On Your Own

12. Love And Peace Or Else

13. Sunday Bloody Sunday

14. Bullet The Blue Sky

15. Running To Stand Still

16. Pride (In The Name Of Love)

17. Where The Streets Have No Name

18. One

Szünet

19. Zoo Station

20. The Fly

21. Mysterious Ways

Szünet

22. Yahweh

23. Vertigo

#### Ötödik szakasz: 2006. november 18. Melbourne
01. City Of Blinding Lights

02. Vertigo

03. Elevation

04. I Will Follow

05. New Year's Day

06. Beautiful Day

07. Stuck In A Moment You Can't Get Out Of

08. Angel Of Harlem

09. Sometimes You Can't Make It On Your Own

10. Love And Peace Or Else

11. Sunday Bloody Sunday

12. Bullet The Blue Sky

13. Miss Sarajevo

14. Pride (In The Name Of Love)

15. Where The Streets Have No Name

16. One

Szünet

17. The Fly

18. Mysterious Ways

19. With Or Without You

Szünet

20. The Saints Are Coming

21. Desire

22. Kite

## Filmek
A turné közben sok film készült, de hivatalosan csak hármat adtak ki: Vertigo 2005: Live from Chicago, Vertigo: Live from Milan és U23D.

## Összefoglalás
Első szakasz: Amerikai Egyesült Államok és Kanada, 28 előadás

Második szakasz: Európa, 32 előadás

Harmadik szakasz:Amerikai Egyesült Államok és Kanada, 50 előadás

Negyedik szakasz: Dél-Amerika, 8 előadás

Ötödik szakasz: Óceánia és Távol-Kelet, 13 előadás

Az összesen 131 koncertből álló turné, több mint 389 millió dollárt hozott, 26 országot és 72 várost érintett.